# Алексејевка
Алексејевка (рус. Алексеевка) град је у Русији у Белгородској области. Према попису становништва из 2010. године у граду је живело 39312 становника.

## Становништво
| 1959.  | 1970.  | 1979.  | 1989.  | 2002.  | 2010.  |
| ------ | ------ | ------ | ------ | ------ | ------ |
| 20.148 | 25.562 | 31.554 | 36.641 | 39.312 | 39.312 |